# Grundsunda landskommun
Grundsunda kommun var en kommun i Västernorrlands län. När industrisamhället Husum expanderade i början av 1900-talet blev det kommunens centralort, och ett kommunhus byggdes där i början av 1960-talet. 

## Administrativ historik
I Grundsunda socken inrättades denna landskommun när kommunalförordningarna trädde i kraft år 1863.
Den påverkades inte av storkommunreformen 1952 utan levde vidare fram till 1971 då den gick upp i nybildade Örnsköldsviks kommun.

### Kyrklig tillhörighet
I kyrkligt hänseende tillhörde kommunen Grundsunda församling.

## Kommunvapen
Blasonering: I rött fält en balkvis ställd fisk av silver. 
Vapnet är fastställt av Kungl Maj:t 1964-04-23 och upphörde vid kommunens ombildning 1971-01-01. Den snedställda fiskbilden är hämtad från Grundsunda sockens sigill, känt från 1683.

## Geografi
Grundsunda landskommun omfattade den 1 januari 1952 en areal av 317,10 km², varav 310,60 km² land.

### Tätorter i kommunen 1960
I Grundsunda kommun fanns tätorten Husum, som hade 2 462 invånare den 1 november 1960. Tätortsgraden i kommunen var då 53,6 procent.

## Politik

### Mandatfördelning i valen 1938-1966
|  | 12 | 4 |  | 7 |

| 24 |

| 10 | 12 | 3 |

| 25 |

| 2 | 15 | 5 | 3 |

| 24 |

| 15 | 2 | 5 | 3 |

| 23 |

|  | 17 | 4 | 4 | 4 |

| 26 |

| 19 | 5 | 3 | 3 |

| 26 |

|  | 19 | 4 | 4 | 2 |

| 26 |

| 3 | 16 | 5 | 3 |  | 2 |

| 27 |